# Natalus espiritosantensis
Natalus espiritosantensis, syn. Natalus macrourus är en fladdermus i familjen trattöronfladdermöss som förekommer i östra Sydamerika. Populationen listades en längre tid som underart till Natalus stramineus.

## Taxonomi
Den brasilianska zoologen Augusto Ruschi beskrev 1951 taxonet Natalus stramineus espiritosantensis. En studie från 2013 antar att taxonet Spectrellum macrourus, som Paul Gervais beskrev 1853, är en medlem av släktet Natalus och att det är identiskt med den här beskrivna arten.

## Utseende
På grund av oklarheter gällande de undersökta exemplarens taxonomiska tillhörighet finns inga uppgifter för artens kroppslängd (huvud och bål) eller svanslängden. Känd är underarmarnas längd av 37 till 42 mm för hannar samt 37 till 40 mm för honor, öronens längd av 12 till 15 mm och vikten för en individ med 6 g. Pälsens färg varierar mellan gulbrun och ljusbrun och undersidan är alltid ljusare. På ryggen är håren vid roten ljusare än vid spetsen. Typisk är borstiga hår på överläppen som liknar en mustasch. Som alla familjemedlemmar har arten trattformiga öron som är spetsiga på toppen. Det knöliga organet på hannens panna har formen av en kil eller är oval. Natalus espiritosantensis skiljer sig med avvikande detaljer av kraniet och tänderna från andra släktmedlemmar.

## Utbredning
Arten lever längs Atlantens kust från delstaten Pará i Brasilien till delstaten São Paulo. Den når västerut till Paraguay och östra Bolivia. Individerna vistas i låglandet och i bergstrakter upp till 1000 meter över havet. Denna fladdermus hittas i Atlantskogen, i savannen Caatinga med taggiga växter och i den fuktiga savannen Cerradon.

## Ekologi
Natalus espiritosantensis är aktiv på natten och vilar på dagen i fuktiga grottor med cirka 95 procent luftfuktighet och en temperatur av 20 till 25 °C. Vanligen bildas där flockar med 20 till 100 medlemmar. Arten delar gömstället med 22 andra fladdermössarter (fördelad på olika grottor). Efter parningen bildar honor egna kolonier med ungefär 1000 exemplar. Antagligen sker innan vandringar. Dräktiga honor registrerades januari samt februari och ungar observerades i april. Denna fladdermus jagar antagligen insekter.

## Hot
I olika grottor i Brasilien dödas alla fladdermöss för att minska spridningen av rabies. Troligtvis kan flera exemplar vandra till andra gömställen men populationen minskar. Enligt uppskattningar minskade hela beståndet under 15 år före 2013 med 20 till 25 procent. IUCN listar arten som nära hotad (NT).